# Col, Ajdovščina
Col je naselje in krajevna skupnost v Občini Ajdovščina. Sestavljeno je iz posamičnih domačij južno pod Kovkom (961 m) na Trnovskem gozdu, zaselka ob cestah Ajdovščina - Idrija in Ajdovščina - Podkraj, poslopij ob Starem gradu in gručastega osrednjega dela ob župnijski cerkvi sv. Lenarta
Del naselja nad cerkvijo se imenuje Hrastova gorica, del pod cesto od šole proti Višnjam pa Orešje. Od tu vodita cesti proti Otlici in pri tovarni obutve Alpina proti Vodicam.
Orešje je najstarejši del Cola, tam je tudi izvir vode. Ime je verjetno dobil po orehih (najbrž je bilo včasih tam veliko orehov).
Hrastova gorica je dobila ime po hrastih, ki so včasih tam rasli. Hraste so posekali in jih odpeljali kot podpore v Benetke.
Ostala vaška (neuradna) poimenovanja za dele Cola so:
- Gadja vas  (za zadružnim domom, nad šolo)
- Žerivše (nad trgovino, nad Vodiško cesto)
- Zgojne (najbolj vzhodni, nov del se vedno hitreje poseljuje)

Naselje leži na stiku fliša in nariva kraških planot ob rimski cesti proti Hrušici. Izpostavljeno je močni burji.
Na Colu se je rodil epidemiolog Janez Kmet.

## Znamenitosti

### Izvir v Orešju z zbiralnikom
Razen izvirov v Grahovniku in v Orešju na Colu ni tekoče vode. Zato je bila in je še, oskrba z vodo stalni problem Colčanov. 
Z vodnjaki t. i. vaškimi štirnami, so se za silo oskrbovali z vodo. Tak vodnjak je pripadal večjemu ali manjšemu številu hiš in včasih jih je bilo na Colu sedem, bogatejše hiše pa so imele svoje vodnjake. Nekateri še vedno služijo svojemu namenu. V času, ko je bilo to območje priključeno Italiji, pa so se obetali boljši časi glede oskrbe vode v teh krajih. Italijanska vojska je v sklopu utrjevanja meje proti vzhodu začela graditi obsežen sistem vodo-oskrbe, katerega glavna žila je bil vodovod iz Hublja na Sinji Vrh. Kot del tega sistema je bilo zgrajeno tudi zajetje v Orešju ter zbiralnik za vodo v Žerivšah, zbiralnik za vodo na Križni Gori, ter še šest nedokončanih zbiralnikov za vodo v hribu nad Črnim Vrhom. Voda iz Hublja je še tekla na Sinji vrh, začetek II. svetovne vojne pa je preprečil dokončanje začetnih del. Po vojni pa so že zgrajeni cevovod iz Hublja odmontirali. Da danes oskrba z vodo na Colu ni več tak problem skrbi že dokončan vodovod Gora..

### Bivša žaga na Colu
Žaga je bila zgrajena ob koncu dvajsetega stoletja. Po prvi svetovni vojni je žaga zamenjala nekaj lastnikov, nekaj let pred II. svetovno vojno pa je bila dograjena še parketarna. Po II. svetovni vojni je žaga v času največjega obratovanja zaposlovala 102 delavca. Leta 1962 je parketarna s sušilnico popolnoma pogorela. Do leta 1965 je delovala še žaga, takrat pa se je celotna dejavnost preselila v Ajdovščino. Objekti žage so bili kasneje prodani kot stanovanjske stavbe, tako da le še ime "Na žagi" spominja na nekdanjo dejavnost.

### Gostilna Tratnik
Med krajevne znamenitosti Cola spada tudi gostilna Tratnik. Je ena najstarejših še delujočih gostiln na širšem območju Vipavske doline. Začetki njenega delovanja so zgodovinsko še nepojasnjeni, skoraj zagotovo pa je gostilna stala na tem mestu že ob koncu dvajsetega stoletja. Ob gostilni je bila tudi kovačija. Lastnik gostilne Rovan je bil obenem tudi kovač, njegova last je bila tudi bližnja žaga. Malo pred II. svetovno vojno je gostilno kupil oče sedanjega lastnika. Pisal se je Tratnik in tako je gostilna dobila ime.

### Zadružni dom
Na mestu, kjer stoji zadružni dom, je bila v dvajsetem stoletju globoka vrtača. Ker so s tega območja takrat v Trst vozili mnogo ledu, je podjeten domačin vrtačo obzidal, tako da je dobil "lonec" s premerom 12 m in visok 7 m, v katerem je pozimi shranjeval ledene bloke, ki so jih potem vozili v Trst. Ko je posel z ledom propadel, je v začetku tega stoletja na istem mestu zgradil žago in mlin, "lonec" pa pregradil čez polovico in ga uporabil za zbiralnik vode, brez katere si takratnih žag ni bilo mogoče zamisliti. Žaga je bila med drugo svetovno vojno opustošena. Sedanjo obliko je zadružni dom dobil v letih 1946 - 47. Kasneje je v njem delovala kmetijska zadruga Col.

### Obrat Alpine na Colu
Tovarna Alpina je odprla obrat na Colu leta 1972. Obrat je najprej domoval v prostorih nekdanje telovadnice osnovne šole, zato so morali domačini zgraditi nadomestne prostore osnovne šole. Delo je takrat dobilo 35 domačinov. Leta 1982 je bil na Colu odprt nov obrat, ki je takrat štel 205 zaposlenih. Danes Alpininega obrata na Colu ni več, vendar je objekt spet v uporabi.

### Osnovna šola Col
Poučevanje otrok na Colu se je začelo že pred letom 1850. Prvi učitelji so bili domačini, poučevali pa so Pri Severju za župniščem. Leta 1873 je bila na Colu zgrajena šolska zgradba. Do priključitve primorske k Italiji so na Colu poučevali številni učitelji, med njimi tudi oče Dragotina Ketteja. Italijani so zaradi lažjega poitalijančevanja odprli številne enorazrednice, tako da je vsak večji zaselek imel svojo. Šolsko poslopje na Colu je bilo med drugo svetovno vojno požgano, leta 1946 pa s pomočjo domačinov obnovljeno. V tej zgradbi se je pouk odvijal do leta 1985, ko je bilo poslopje obnovljeno, dozidan je bil tudi prizidek, ki pa na žalost ni bil dokončan. Leta 2005 je bila šola obnovljena in zgrajena nova športna telovadnica v kateri se poleg telovadbe in športnih dejavnosti odvijajo tudi številne kulturne dejavnosti.

### Cerkev sv. Lenarta s pokopališčem
Prva cerkev na Colu je stala sredi pokopališča. Prvič je cerkev sv. Lenarta omenjena v urbarju iz leta 1345. 
Leta 1759 je tedanji župnik Lovro Prinčič dal zgraditi kamnit zvonik v beneškem slogu. Cerkev je kmalu postala premajhna, zato so leta 1894 začeli z konstrukcijo nove. Leta 1986 je bila blagoslovljena in končana pod vodstvom tedanjega župnika Konrada Texterja, posvečena pa leta 1905.
Leta 1995 so bile v cerkvi posvečene nove orgle. Stara cerkev na pokopališču pa se je začela podirati in leta 1937 je bilo izdano dovoljenje, da se jo lahko poruši.

### Snežna jama
Snežna jama na Malem Polju je znana po tem, da se sneg v njej ne stopi tudi do začetka junija. V časih, ko še niso poznali hladilnikov, pa so s pomočjo listja sneg zadržali tudi do sredine septembra. S tem snegom so hladili hitro pokvarljivo blago (predvsem maslo) na poti v Trst.

### Kraške vrtače s Hudičevo mizo za Žagoličem
Celotno območje, ki se za Colom širi proti Križni gori, je posejano s številnimi kraškimi vrtačami in večjimi ali manjšimi skalami - osamelci. Najbolj je ta kraška pokrajina izrazita za vasjo Žagolič. Večina vrtač je obzidanih s kamnitimi zidovi, na dnu vrtače pa je običajno skrbno obdelana njivica. Nad vrtačami pa se dvigajo tudi do 10 m visoki skalni osamelci, med katerimi je najbolj zanimiva Hudičeva miza. 

### Napis na kamnu v Žagoliču
Napis na kamnu, ki stoji v Žagoliču ob cesti, sporoča, da leta 1822 ni bilo 17 tednov dežja. Kljub začetnicam, ki so vklesane v kamen, nihče ne ve, kdo je ta napis vklesal. Zaradi te in kasnejših suš so leta 1911 zgradili vaški vodnjak, ki je še vedno v uporabi.

### "Ajnšnit" - usek ceste pri Žagoliču
Cesta med Colom in Predmejo je v času 1. svetovne vojne služila kot ena od žil dovodnic za potrebe soške fronte. Cesti so sedanjo podobo dali ruski vojni ujetniki, ki so poleg ostalega izkopali tudi usek Ajnšnit. Barake ujetniškega taborišča pa so bile postavljene na ravnem svetu tik nad usekom.

### Dvestoletna trta dišečka v Orešju
V Orešju raste na višini 580 m ena najstarejših trt v Sloveniji. Trto vrste dišečka je leta 1844 v svoji knjigi Vinoreja za Slovence opisal že župnik Matija Vertovec. Sorta dišečka je bila pred pojavom trsne uši zelo razširjena po Vipavskem. Tudi po Oreških lazih, kjer so včasih pridelali več kot 100 hektolitrov  oreške kislice, je dišečka predstavljala več kot polovico trsov.

### Kraška jama pod Višnjami
Manjša kraška jama, ki se je odprla, ko so pod Višnjami kopali za plinovod. V jami so čudoviti beli kapniki, skrivališče v njej pa najdejo tudi netopirji. 

### Športni center Lipov gaj
Leta 1985 je bilo s prostovoljnim delom krajanov Cola zgrajeno večnamensko športno igrišče. Leta 1992 se je poleg igrišča dogradilo še dvostezno balinišče z električno razsvetljavo. Ob gradnji balinišča je bila odkrita še kraška jama, ki je bila kasneje urejena kot manjši prireditveni prostor. V jami je bilo najdenih veliko kosov keramike, različni kosi železa, kovinska konica sulice ter mnogo kosti in zob živali.

### Grad Podvelb
Ena od dveh graščin, ki so nekoč stale na Colu, je grad Podvelb. Bil je sezidan na obeh straneh tedanje državne ceste, nad cesto pa se je vil mogočen obok, po katerem se je vas nekaj časa imenovala Podvelb. Graščino baronov Flachenfeldov omenja že Valvasor v Slavi Vojvodine Kranjske. Obok je služil tudi kot zapora ceste, saj so tu dolgo časa pobirali colnino  (carino). Obok je kasneje razpokal in so ga podrli, iz nekoč enotne graščine pa sta nastali dve ločeni stavbi. Ena je Tomiceva hiša, druga pa župnišče.

### Grad Trillek
Graščina v razpadajočem stanju ob cesti Col-Ajdovščina je bila najprej last plemenitašev Trileck. Od njih so jo kupili Abramsbergi in v njihovi lasti je graščina ostala do smrti zadnjih dveh stanovalcev gradu. Od takrat naprej graščina nezadržno propada. V sedemdesetih letih 21. stoletja je bil obnovljen grajski stolp. Na enem od vhodov v grad je vklesana letnica 1639 in začetnice AT ZT. Na grajskem dvorišču je bil ob koncu dvajsetega stoletja najden rimski miljni kamen, posvečen Juliju Odpadniku (361- 62 po Kristusu ). Kamen hranijo v narodnem muzeju v Ljubljani.

### Žičnica in skladišče Avstro-ogrske vojske
Za potrebe frontne črte ob Soči je avstrijska armada potrebovala ogromne količine raznega materiala. Tako je temu namenu služila tudi žičnica (teleferika), ki je iz Črnega Vrha preko Malega Polja vozila vojaški material na Col. Končna postaja s skladiščem je bila na njivi pod Mladinskim domom (sedanjo telovadnico OŠ). Od tu so vojaški material z raznimi prevoznimi sredstvi vozili proti Predmeji in dalje na fronto. Eden izmed domačinov na Predmeji je povedal, da so v ta namen uporabljali tudi pasje vprege.

### Avstrijske utrdbe iz 1. svetovne vojne
Tudi Col bi lahko doletela enaka usoda, kot so jo v letih 1915-1918 doživele vasi v Soški dolini. V pričakovanju preboja frontne črte na Soči je avstrijska armada neutrudno gradila rezervne položaje. Ena teh linij je potekala po grebenu nad Sanaborom mimo Grahovnika na Greben, kjer so bile zgrajene tri večje utrdbe. Pri gradnji le-teh so morali sodelovati tudi domačini (pretežno ženske). Fronta na Soči je zdržala in namesto granat se je množice manjših bunkerjev lotil zob časa. Večina jih je že zdavnaj podrtih in zasutih, trije   večji   -   betonski (AJNZR,  CVAJR,  DRAJR)  pa še vedno kljubujejo času.

### Vodnjak ob osnovni šoli
Vodnjak šteje preko tristo let. Žal ni poznano kdo ga je zgradil. Služil je kot javni vodnjak v katerega so vaščani lahko svobodno hodili po vodo. Poleg tega je Na Colu postavljenih več takih vodnjakov; pri Boselnovih, za Mejakovo hišo in pri Metodu Polancu, ki jo je tudi očistil in obnovil . Vodnjaki so več ali manj v prvotnem stanju in so še vedno v uporabi. V vse vodnjake se steka podtalna voda, zato se polnijo tudi v sušnih obdobjih.

### Korito v Grahovniku
Korito je bilo najverjetneje zgrajeno nekje v obdobju 1. sv. vojne. Po vsej verjetnosti so ga zgradili vojaki Avstroogrske vojske, ko so gradili cesto proti notranjosti takratne Avstroogrske. Ne ve se, če je bilo korito med vojno porušeno. V korito teče izvirek vode, ki je vedno manjši in bo čez nekaj let verjetno usahnil.

### Bitka leta 1809
Tistega leta se je na Colu odvijala bitka med Francozi in Avstrijci. Na vasi so se ustalili Avstrijci, ki so bili do vaščanov zelo neprijazni. Veliko vaščanov se je umaknilo v okoliške kmetije v hribih. Hrano ter mast so skrili na zvonik takratne cerkve, ki je stala na pokopališču, vendar so jo vojaki našli.
Francozi so se bližali iz smeri Ajdovščina. Domačini so iz pobočij Kovka na Francoze valili kamenje, a jim niso povzročili dosti škode. Francozi so streljali nazaj a ni znano da bi koga poškodovali. Avstrijci niso bili kos Francozom in so se morali umikati proti Podkraju in še naprej. V hiši pri Severu kjer naj bi bila takrat gostilna je bila bolnišnica za ranjence. Ko so Francozi dosegli Col so bili do domačinov veliko prijaznejši od Avstrijcev .
Avstrijci so se morali umakniti in Ilirske province so takrat pripadale Francozom. Po umiku Francozov so naši kraji spet prišli v roke avstrijskemu cesarstvu.

## Prebivalstvo
Etnična sestava 1991:

Slovenci: 702 (99,2 %)

## Izvor krajevnega imena
Občnoimenska slovenska besede còl je 'mitnina, carina'. Beseda je prevzeta iz srednjevisokenemške zol, ki se je v rednem jezikovnem razvoju razvila v nem. Zoll v enakem pomenu, kar v starejšem jeziku pomeni tudi 'mesto, kjer so pobirali cestnino, mitnino', to je 'mitnica'. Slovenska imena Col torej kažejo na kraje, kjer so na nekdanjih (deželnih) mejah pobirali mitnino, kraj Col torej leži na nekdanji deželni meji med zgodovinskima deželama Kranjsko in Goriško v Avstro-Ogrski.